# 满铁大连医院旧址
满铁大连医院旧址，位于辽宁省大连市中山区解放街6号，已列为辽宁省文物保护单位。

## 历史
满铁大连医院旧址建于1909年。

## 保护
2003年9月29日，满铁大连医院旧址公布为第五批大连市文物保护单位。
2014年10月，满铁大连医院旧址公布为第九批辽宁省文物保护单位，编号9-221。